# Mörttjärnen (Naverstads socken, Bohuslän)
Mörttjärnen är en sjö i Tanums kommun i Bohuslän och ingår i Enningdalsälvens huvudavrinningsområde.